# Bokrödgömming
Bokrödgömming (Nectria coccinea) är en svampart som först beskrevs av Christiaan Hendrik Persoon, och fick sitt nu gällande namn av Elias Fries 1849. Nectria coccinea ingår i släktet Nectria och familjen Nectriaceae.   Inga underarter finns listade i Catalogue of Life.
I den svenska databasen Dyntaxa används istället namnet Neonectria coccinea för samma taxon.  Arten är reproducerande i Sverige.

## Källor

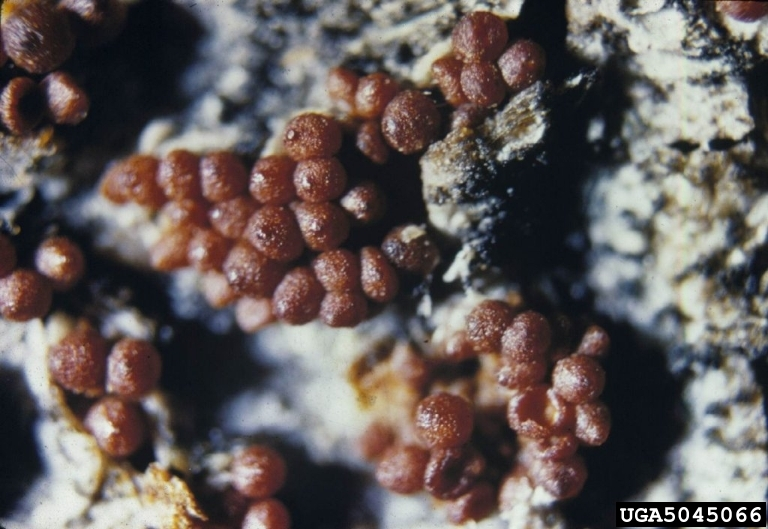
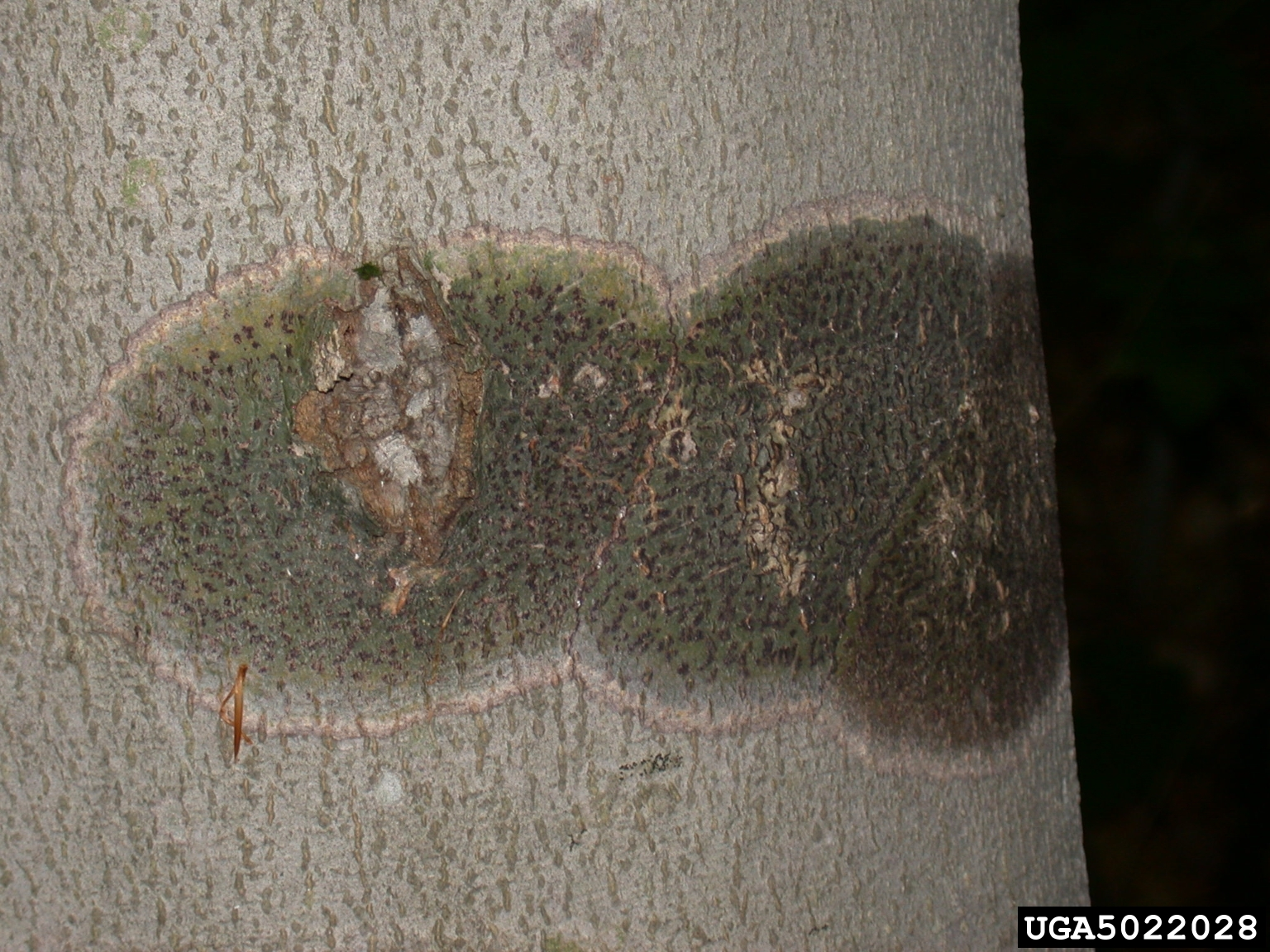